# Pseudonereis atopodon
Pseudonereis atopodon är en ringmaskart som beskrevs av Chamberlin 1919. Pseudonereis atopodon ingår i släktet Pseudonereis och familjen Nereididae. Inga underarter finns listade i Catalogue of Life.